# 平塚本線料金所
平塚本線料金所（ひらつかほんせんりょうきんじょ）は、神奈川県平塚市にある小田原厚木道路の本線料金所。
以前は、上り線（厚木方面）の厚木寄りに平塚パーキングエリアが存在した。

## 道路
- E85 小田原厚木道路

## 料金所
11ブース12レーンの構成で、うち中央寄り3レーンは上下線兼用となっている。

### 上り線（東京方面）
- ブース数：6
  - ETC専用：3
  - 一般：3

### 下り線（箱根方面）
- ブース数：6
  - ETC専用：3
  - 一般：3

## 沿革
1969年の小田原厚木道路の全線開通に伴い、料金所の運用を開始した。当料金所を先頭とする渋滞が頻発していたため、1992年からの改築工事の際にレーンの増設（6→12レーン）が行われている。
- 1969年（昭和44年）3月19日：全線開通に伴い、運用開始。
- 1996年（平成8年）1月10日：レーン増設工事完成。

## 隣
E85 小田原厚木道路
二宮IC - 大磯IC/PA(PAは上り線のみ) - 平塚TB - 平塚IC/PA(PAは下り線のみ) - 伊勢原IC